# Zoey Goralski
Zoey Glenn Goralski (Naperville, Illinois, Estados Unidos; 22 de enero de 1995) es una exfutbolista estadounidense que jugó de defensora para el Chicago Red Stars de la National Women's Soccer League (NWSL) de Estados Unidos.
En 2018, Goralski fue elegida por el Chicago Red Stars en la tercera ronda del draft universitario de la NWSL.

## Estadísticas

### Clubes
| Club              | País           | Año       |
| ----------------- | -------------- | --------- |
| Chicago Red Stars | Estados Unidos | 2018-2021 |